# Гражданская война в Афганистане (1992—1996)
Гражданская война в Афганистане 1992—1996 годов — вооружённая борьба между сторонниками радикального исламского движения «Талибан» и разрозненными отрядами моджахедов под руководством влиятельных полевых командиров — бывших активных борцов против советского военного вмешательства. Гражданская война является логическим продолжением войны, которую в течение трёх предшествующих лет вели вооружённые силы Демократической Республики Афганистан против афганских моджахедов. В итоге к концу 1996 года большая часть Афганистана оказалась под контролем движения «Талибан».

## Хронология
После распада СССР в 1991 году и падения режима Наджибуллы в 1992 году, отряды бывших братьев по оружию начали вести боевые действия между собой. Ожидания того, что приход к власти коалиционного правительства группировок моджахедов («Альянс семи») приведёт страну к миру после изгнания «коммунистической чумы», оказались несостоятельными. Отряды Ахмад Шах Масуда, этнического таджика, и части бывшей армии ДРА во главе Абдул-Рашид Дустумом, этническим узбеком, захватили Кабул до того, как туда подошли боевые формирования Хекматияра, пуштуна по национальности. В борьбе за власть Дустум объединился с Хекматияром против Ахмад Шаха Масуда.
Но отрядам Масуда удалось разбить вооруженные формирования Дустума и Хекматияра. Непрерывные боевые действия ослабили как отряды Ахмад Шаха Масуда так и отряды Дустума и Хекматияра. Кроме того в войне участвовали полевые командиры Халис (на востоке), Саяф (на севере) и Мохамад Наби (в центре).
Воспользовавшись ослаблением потенциальных противников, появился новый игрок — движение Талибан. В начале 1995 года талибы захватили провинцию Гильменд, разгромили боевиков Гульбеддина Хекматияра, но остановлены под Кабулом дивизиями Ахмад Шах Масуда. Они контролировали треть территории Афганистана на юго-востоке страны. В сентябре 1996 года талибы без боя взяли Кабул и основали первый Исламский Эмират Афганистан. На подконтрольной территории они ввели строгое шариатское право.
Оппозицию режиму талибов составил Северный Альянс, состоящий главным образом из таджиков (во главе с Ахмад Шахом Масудом и Бурханудином Раббани) и узбеков (во главе с генералом Абдул-Рашидом Дустумом). Альянс пользовался поддержкой России, а также многих западных стран и государств Центральной Азии. Предоставление убежища террористу Усаме бен Ладену и уничтожение памятников буддистской архитектуры (Бамианские статуи Будды) привело к формированию негативного имиджа талибов в глазах мировой общественности.
После терактов 11 сентября 2001 года США начали контртеррористическую операцию против Исламского Эмирата Афганистан и при поддержке Северного Альянса свергли режим талибов. Талибы ушли в подполье и частично отступили в соседний Пакистан (провинции региона Вазиристан), где они объединились под началом Хаджи Омара. С начала 2000-х годов Вазиристан является оплотом движения Талибан.

## Силы сторон
Численность вооружённых формирований
- около 110 тыс. талибов на 1998 год
- более 22 тыс. войск Ахмад Шах Масуда
- около 17,5 тыс. войск Дустума
- около 20 тыс. войск по командованием Хекматияра

Общие безвозвратные потери — более 100 тыс. человек

## Беспорядок в стране
Едва захватив власть, моджахеды перессорились. Многие командиры были недовольны постами, которые они получили. В Афганистане развернулась гражданская война. Хекматияр попытался вмешаться в борьбу за власть в Кабуле. Одновременно, произошли столкновения между уже укрепившимися в городе формированиями Масуда и шиитами-хазарейцами. Вследствие чего, столица Афганистана с весны 1992 года стала ареной ожесточенной вооруженной борьбы за власть. В течение первого года после захвата столицы моджахедами в городе погибло около 30 тыс. мирных жителей, многие тысячи людей вынуждены были бежать и стать беженцами. Бои за контроль над Кабулом не прекращались. Город стремительно разрушался на глазах.
Командиры моджахедов вели войну не только за контроль над Кабулом, но и за районы Афганистана. Полевой командир Исмаил-хан с помощью Ирана установил свою власть в Герате, пуштуны хозяйничали в Кандагаре, а Дустум, после нескольких месяцев боев с Масудом за контроль над Кундузом, создал собственную независимую администрацию в Мазари-Шарифе. Местные вожди грабили и взимали плату за проход через их территорию караванов. Небольшие группировки соперничали за контроль над территориями и полями опиумного мака. Хазарейцы-шииты погрязли в междоусобице, как и суннитские группировки моджахедов.
Многочисленные командиры делили не только страну, но и богатое наследство,
оставшееся от коммунистического режима в Кабуле. Все основные материальные и военные ресурсы бывшего правительства Демократической Республики Афганистан в столице Кабуле и на севере страны перешли под контроль группировок Раббани, Масуда, Дустума и шиитов-хазарейцев. Раздробленность страны стала к лету 1992 года свершившимся фактом.
В начале нового 1994 г. Хекматияр предпринял попытку овладеть Кабулом. К нему присоединились хазарейцы, а затем, заключив союз с Дустумом, он выступил против Раббани и Масуда. Масуд в ответ нанес удар, отбив у Дустума Кундуз, а затем начал контрнаступление, в результате которого войска Хекматияра и Дустума были отброшены от Кабула. Дустуму пришлось отступить на север, а хазарейцы и пуштуны Хекматияра возобновили бои за столицу. К концу года Масуд удерживал узкий коридор от Кабула через Панджшерское ущелье до Кундуза. Однако на юге родился противник ещё грознее, чем бывшие союзники, в борьбе с которым Масуд и проведет остаток своей жизни.

## Разрастание войны

### Рождение «Талибана»
Летом 1994 года близ Кандагара один из местных командиров моджахедов надругался над двумя девушками. Жители обратились за помощью к местному священнослужителю мулле Омару, и тот собрал своих учеников. Вооруженная несколькими ружьями, эта группа людей освободила девочек, захватила этого полевого командира и повесила его на стволе пушки его же танка. Затем на призывы о помощи отликнулись другие жертвы разбойников.
Мулла Омар объявил о создании движения «Талибан», которое афганцы встретили с надеждой. В талибах большинство афганского общества, уставшего от двадцатилетней войны, увидело ту силу, которая наконец-то наведет порядок в стране и даст ей мир. Количество бойцов талибана возросло с большой скоростью.
В октябре Талибан захватил пограничный город Спин-Болдак, до этого удерживавшийся войсками Хекматияра. Вместе с городом талибам достался законсервированный склад оружия с 18 тысячами автоматов Калашникова.
Через две недели 30 армейских грузовиков с лекарствами и товарами, которые премьер-министр Пакистана Беназир Бхутто отправила в Ашхабад, попали в руки полевого командира Мансура Очакзая (туркм. Mansur Öçkazaý), который потребовал от водителей выкуп. Тогда Бхутто обратилась за помощью к талибам. Отряд муллы Омара атаковал бандитов Очакзая, затем всех их расстреляли. Самого Мансура Очакзая, ещё живого, истекающего кровью, повесили на ствол танковой пушки и привезли в Кандагар на всеобщее обозрение.
Вскоре после этого отряды движения «Талибан» развернули наступление на южные районы Афганистана, контролируемые многочисленными самостоятельными полевыми командирами моджахедов, в основном этнических пуштунов. Сравнительно быстро сломив сопротивление местных полевых командиров, талибы подошли ко второму по величине городу Афганистана. Отряды талибов захватили близлежащий арсенал с оружием и двинулись далее на Кандагар, который после двух дней незначительных боев пал. Гарнизон правительственных войск сложил оружие, после чего талибы получили огромное количество вооружения, в том числе танки, бронетранспортеры, артиллерийские орудия, а также аэродром с реактивными истребителями МиГ-21 и транспортными вертолётами. Новая война началась.

### Первые успехи и неудачи
Захватив Кандагар, они повели наступление на Кабул. В течение последующих двух месяцев отряды талибов захватили двенадцать южных провинций. Их поддержали пуштунские племена и генерал Дустум.
В январе 1995 г. Хекматияр попытался остановить нового врага у Газни, но после ожесточенных боев город пал. Затем «Талибан» прошелся по горам на востоке страны и, отрезав дорогу на Джелалабад, по которой Хекматияр получал подкрепления, нанес удар по его главной базе, крепости Чахорасияб к югу от Кабула. Не в состоянии сдержать наступление талибов лидер крупнейшей группировки страны, упорно сражавшийся против советских войск и войск ДРА, Гульбеддин Хекматияр вынужден был бежать из страны, а его отряды рассеялись или примкнули к «Талибану».
Воспользовавшись разгромом Хекматияра, Масуд ударил по его союзникам хазарейцам, которые надвигались на Кабул с запада. Хазарейцы обратились за помощью к талибам, с которыми затем перессорились. Талибы захватили предводителя хазарейцев Абдулу Али Мазари и убили его, выбросив из вертолёта в районе города Газни. Их отряды подошли к Кабулу с трех сторон и начали обстрел города.
19 марта Масуд предпринял контрнаступление, вынудив талибов отступить к Газни.

### Разгром Исмаил-хана
После своего первого поражения «Талибан» двинулся на запад Афганистана. На их пути встал Исмаил-хан. Отряды Исмаил-хана, командовавшего моджахедами в районе Герата, выступили против талибов. 20-тысячная армия талибов сошлась с 12 тыс. моджахедами Исмаил-хана в сражении к югу от Шинданда, там они потерпели поражение и были остановлены.
В мае Исмаил-хан нанес очередной удар по «Талибану», отбросив его отряды до Деларама, а в августе в результате очередного наступления он отбросил противника ещё дальше до самой долины Гильменда.
Но затем талибы нанесли ответный удар, заставший Исмаил-хана врасплох. Стремительным броском талибы захватили авиабазу в Шинданде, где им досталось 52 истребителя-бомбардировщика МиГ-21. Правительственные войска отступали на всех фронтах, оставляя города и стратегические объекты. Местное население Герата, услышав о наведении порядка в Кандагаре после его захвата талибами, без боя сдало город. Отряды талибов вышли на границу Афганистана с Туркменистаном. Группировка Исмаил-хана была разгромлена полностью, а сам он бежал из страны в Иран.

### На пути к Кабулу
Все лето Масуд провел в войне против Дустума, но после потери Герата понял масштаб угрозы, начавшую надвигаться с юга. «Талибан» вновь подошёл к Кабулу и подверг город авиационным и ракетным ударам. Масуд предпринял попытку контрнаступления, которая окончилась неудачно.
Вся зима и весна следующего 1996 г. прошла в позиционных боях, сопровождавшихся обстрелами города. В июне вернулся Хекматияр, который объединился с Масудом, забыв свои разногласия с ним. После упорных боев в Хазараджате, в ходе которых победил «Талибан», к антиталибскому союзу примкнул новый лидер шиитской партии «Единство» Карим Халили. Практически все лидеры моджахедов, отбросив свою вражду, выступили против талибов. Если Масуду помогали Иран, Россия, Таджикистан, некоторые страны Запада и США, то «Талибану» лишь Пакистан. Располагая поддержкой только одной страны, талибы, тем не менее, молниеносно подчинили себе весь Южный Афганистан и угрожали Кабулу.
3 апреля в Кандагаре на собрании 1500 представителей афганского духовенства лидер талибов мулла Мухаммед Омар был провозглашён амир аль-муминином («повелителем правоверных»). На этом же собрании произошло фактическое низложение президента Б. Раббани. Таким образом, лидер «Талибана» стал верховным вождем мусульманской общины, по крайней мере на территории, подчиненной талибам, и сосредоточил в своих руках всю полноту политической, военной и религиозной власти.
В конце августа мулла Омар двинул свои отряды в наступление на восток страны. Укреплённые пункты падали один за другим и преодолев горные перевалы, талибы захватили в начале сентября Джелалабад. Заняв этот крупный и стратегически важный административный центр, они отрезали сообщение между столицей и Пакистаном. Затем бойцы муллы Омара двинулись на север, на Баграм, угрожая отрезать пути на север и подойти вплотную к Панджерскому ущелью и перевалу Саланг.
Столица находилась на осадном положении. В такой ситуации командиры моджахедов приняли единственное для себя решение. В считанные часы силы Масуда и Хекматияра, а также хазарейские отряды ПИЕА, обвиняя друг друга в предательстве, побросав боевую технику и военные склады, оставили город. В ночь с 25 на 26 сентября Масуд вывел свои отряды из Кабула, при этом захватив с собой вооружение, и двинулся в Панджерское ущелье.
На север, за перевал Саланг в провинцию Баглан отошли и отряды Хекматияра.
27 сентября отряды «Талибана» без боя вступили в столицу Афганистана — Кабул.

## Результаты
После захвата Кабула талибами в 1996 году они убили бывшего президента Наджибуллу, который укрывался в здании миссии ООН, и провозгласили государство Исламский Эмират Афганистан, которое практически никто официально не признал. Хотя талибы не контролировали страну полностью, на захваченной территории они ввели нормы шариата. Женщинам запретили работать и учиться. Под запретом также оказались музыка, телевидение, компьютеры, интернет, шахматы, изобразительное искусство. Ворам отрубали руки, за неверность побивали камнями. Талибы также отличались крайней религиозной нетерпимостью к тем, кто придерживался другой веры. Талибы предоставили политическое убежище бывшему лидеру террористической организации «Аль-Каида» Усаме Бен Ладену, который первоначально боролся против советского присутствия в Афганистане, а потом начал борьбу против США.
На севере страны моджахеды Афганистана объединяются в антиталибскую коалицию (Северный альянс), и возглавили фактически независимый 5,5-миллионный центрально-северный регион Афганистана (провинции Панджшер, Парван, Каписа, Баглан, Бадахшан, Тахар, Балх, Джаузджан, Фарьяб, Кундуз) со столицей Базарак, прозванный «Масудистаном», который имел собственное правительство, деньги и хорошо вооружённую армию (в том числе танки и самолёты советского производства) численностью до 60 тысяч человек.
Гражданская война в стране продолжилась.

## Гражданская война в Афганистане (1992—1996) в культуре
Действие российского фильма «Кандагар», основанного на реальных событиях, происходит как раз во время этой войны в Кандагаре и его окрестностях.